# Cánh quạt nâng đồng trục

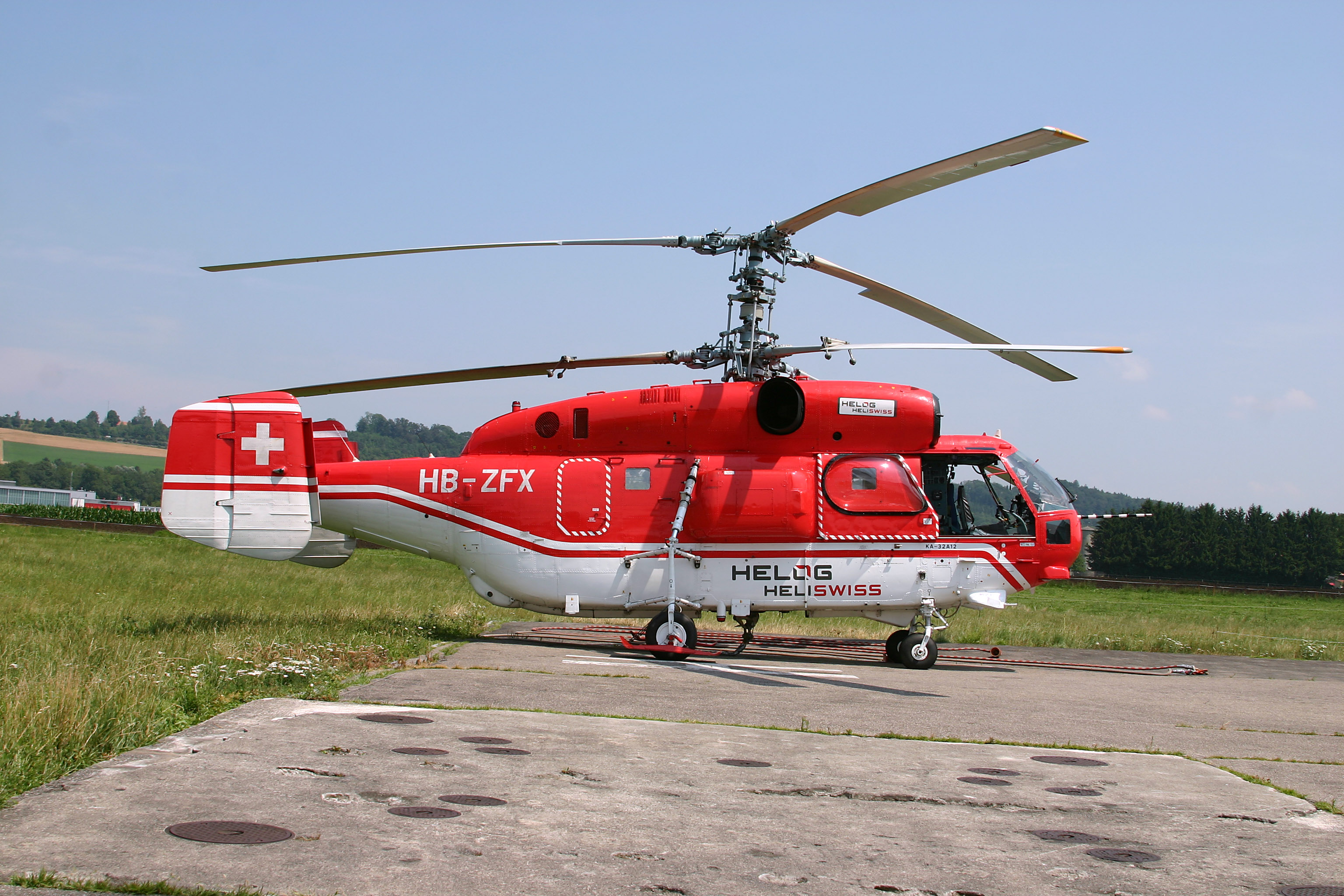
Kamov Ka-32A-12

Cánh quạt nâng đồng trục là một sơ đồ về cánh quạt trực thăng. Trong sơ đồ này, trực thăng sẽ mang hai cánh quạt nâng đồng trục được đặt chồng lên nhau và quay ngược chiều nhau (contra-rotation). Sơ đồ cánh quạt nâng đồng trục còn được gọi là sơ đồ Kamov vì phần lớn các máy bay trực thăng sử dụng hai cánh quạt đồng trục đều do hãng Kamov chế tạo.
Đối với sơ đồ Sikorsky thông thường, xung lượng góc do chuyển động quay của cánh quạt đuôi để triệt tiêu mô men tự quay của thân máy bay do cánh quạt nâng gây ra. Còn trong sơ đồ cánh quạt nâng đồng trục này, hai cánh quạt nâng quay ngược chiều sẽ tạo ra hai mô men tự quay cũng ngược chiều nhau và vì vậy chúng triệt tiêu lẫn nhau, điều đó khiến sơ đồ cánh quạt đồng trục không cần sự có mặt của cánh quạt đuôi để giữ cân bằng. Khi muốn quay đầu máy bay để rẽ hướng, phi công sẽ ấn bàn đạp chống xoay (anti-torque) nhằm tạo ra chênh lệch vận tốc quay của hai tầng cánh quạt đồng trục và vì thế, trực thăng sẽ quay thân theo chiều cánh quạt quay chậm hơn.

## Ưu và nhược điểm

### Nâng cao hiệu suất và giảm kích thước
Đối với những trực thăng có cánh quạt đuôi, chúng sẽ phải hao tổn thêm một phần năng lượng để cánh quạt đuôi hoạt động và triệt tiêu mô men quay của thân máy bay; ngoài chức năng đó ra thì phần năng lượng này hoàn toàn không giúp gì cho việc máy bay di chuyển cả. Tuy nhiên trong sơ đồ cánh quạt nâng đồng trục, bản thân hai cánh quạt chính đã triệt tiêu mô men quay của nhau vì vậy không cần phải hao phí năng lượng cho chuyện này. Việc loại bỏ cánh quạt đuôi cũng giúp làm giảm tiếng ồn động cơ và giảm kích thước bề ngang của máy bay (mặc dù chiều cao của nó thì tăng), điều này thích hợp trong việc tác chiến ở những nơi có bãi đáp chật hẹp như trên các tàu sân bay hoặc các sân bay trên tàu chiến - đó là lý do tại sao nhiều máy bay cánh quạt đồng trục của Kamov được thiết kế dành cho hải quân tỉ như loại Ka-25. Không có cánh quạt đuôi cũng giúp giảm thiểu các tai nạn chết người gây ra do cánh quạt đuôi vô tình vướng vào binh sĩ hay người dân đứng dưới mặt đất.

### Trạng thái cân bằng vật lý và sự linh hoạt khi bay
Các loại trực thăng luôn phải đối diện với sự chênh lệch về lực nâng ở cánh quạt chính khi ở trong trạng thái bay về phía trước. Cụ thể, phần nửa bên máy bay mà chiều quay cánh quạt thuận với chiều bay về trước sẽ có lực nâng yếu hơn phần nửa bên kia với chiều quay lùi về phía sau. Điều này sẽ khiến trực thăng lật nhào nếu bay với tốc độ quá nhanh. Ở sơ đồ cánh quạt nâng đồng trục, hai cánh quạt đồng trục có chiều quay ngược nhau vì vậy sự bất đối xứng trong lực nâng sẽ bị triệt tiêu, làm giảm nguy cơ lật nhào của máy bay.
Tính cơ động của sơ đồ cánh quạt nâng đồng trục cũng rất hoàn hảo và là tốt nhất trong các phương án trực thăng: nó có thể trong một khoảnh khắc đột ngột di chuyển theo nhiều hướng phải – trái, tiến – lùi và lên – xuống một cách rất linh hoạt, có thể bay các loại hình nhào lộn mà các loại trực thăng khác không thể thực hiện được, và cũng rất dễ điều khiển. Vì không có cánh quạt đuôi nên loại này không ngán ngại gió thổi ngang, có thể cất cánh hạ cánh, bay treo và hoạt động ở mọi điều kiện thời tiết.

### Tính an toàn
Trong quyển sách "Sổ tay cơ bản về trực thăng" (Basic Helicopter Handbook) Cục vận tải Hoa Kỳ xuất bản có đề cập đến mười mối nguy mà máy bay trực thăng có thể gặp phải, tuy nhiên sơ đồ cánh quạt nâng đồng trục đã làm giảm thiểu hoặc triệt tiêu một vài trong số đó, tỉ như:
- Giảm mức sử dụng nhiên liệu
- Giảm nguy cơ động cơ cánh quạt bị chết máy
- Giảm rung lắc tần số trung bình (tuy nhiên rung lắc tần số cao thì không)
- Triệt tiêu nguy cơ hệ thống chống mômen xoay không hoạt động khi trực thăng bay tới trước và khi đang lơ lửng trên không

Việc giảm thiểu và triệt tiêu các nguy cơ đó trở thành một điểm mạnh nổi bật về tính an toàn của sơ đồ cánh quạt nâng đồng trục.

### Một số nhược điểm
Một nhược điểm quan trọng của hệ thống cánh quạt nâng đồng trục là sự phức tạp về mặt thiết kế của nó: cánh quạt với hệ thống biến bước thông thường bản thân đã là phức tạp nay lại thêm cơ cấu "trục trong trục" ngược chiều quay thì lại càng phức tạp gấp bội. Các khớp nối và đĩa lắc của hai cánh quạt quay cần phải được đặt phía trên trụ xoay với thiết kế còn phức tạp hơn (do chuyển động ngược chiều nhau của hai cánh quạt). Sự phức tạp này khiến hệ thống cánh quạt quay đồng trục trở thành bộ phận hay gặp nhiều rủi ro nhất của trực thăng.
Tuy nhiên, các nhà quân sự lại có góc nhìn khác hơn: theo kinh nghiệm của quân đội Hoa Kỳ tại chiến tranh Việt Nam, cánh quạt đuôi và trục truyền động dài mới là nơi dễ bị tổn thương nhất - nguyên do là chúng thường bị bắn trúng hoặc bị vướng vào ngọn cây - và đó là nguyên nhân quan trọng nhất gây ra những thiệt hại về trực thăng Hoa Kỳ. Đồng thời, hãng Kamov, chuyên gia chế tạo các loại trực thăng kiểu này, đã thiết kế hệ thống cánh quạt có kích thước nhỏ, khó bị bắn trúng và có thể chống chịu đạn đại bác 20 ly. Các kết quả sử dụng cho thấy các trực thăng cánh quạt nâng đồng trục có độ tin cậy cao về cơ khí, ngay cả trong các điều kiện hoạt động ngoài khơi xa.

## Ứng dụng vào trực thăng mô hình điều khiển từ xa

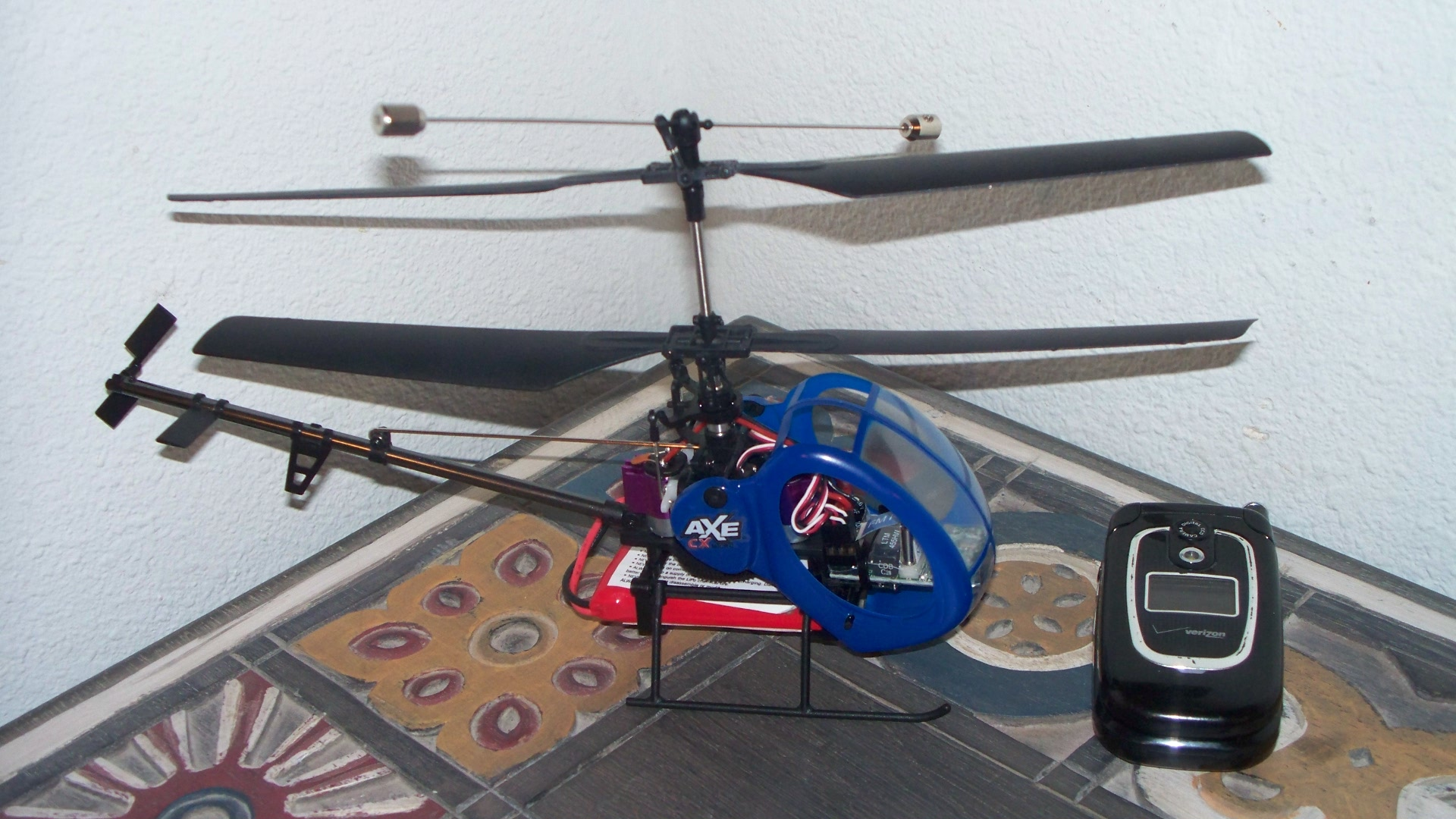
Mẫu trưc thăng điều khiển từ xa Heli-Max Axe Micro CX với cánh quạt nâng đồng trục (cánh quạt đuôi chỉ để trang trí). Một chiếc điện thoại di động được đặt bên cạnh để so sánh kích thước.

Tính ổn định cao của cơ cấu cánh quạt nâng đồng trục khiến nó trở thành một ứng cử viên lý tưởng trong các thiết kế trực thăng điều khiển bằng sóng vô tuyến dành cho người mới tập chơi hay dùng trong nhà và các khoảng không chật hẹp. Giống như các trực thăng thực thụ, những trực thăng đồ chơi này không phải hao phí năng lượng cho cánh quạt đuôi và có thể di chuyển cực kì linh hoạt, phản ứng mau lẹ, những tính năng này đều được tuyên bố nằm trong mô hình CCPM.
Tuy nhiên, tốc độ bay tới trước của loại trực thăng này khá hạn chế, nhất là ở ngoài trời. Phần lớn những trực thăng này có cánh không thể quay trên trục của nó để đơn giản hóa cấu trúc, nhưng điều này làm giảm khả năng bù đắp cho lực nâng chung toàn bộ cánh quạt. Kết quả là ngay cả một cơn gió nhỏ cũng khiến máy bay "leo" lên cao thay vì bay về phía trước, kể cả khi đẩy góc tấn của mô hình lên cực đại.

## Danh sách các máy bay sử dụng sơ đồ cánh quạt nâng đồng trục

### Một số sơ đồ ý tưởng và mẫu thử nghiệm được thiết kế trước thế kỷ 20

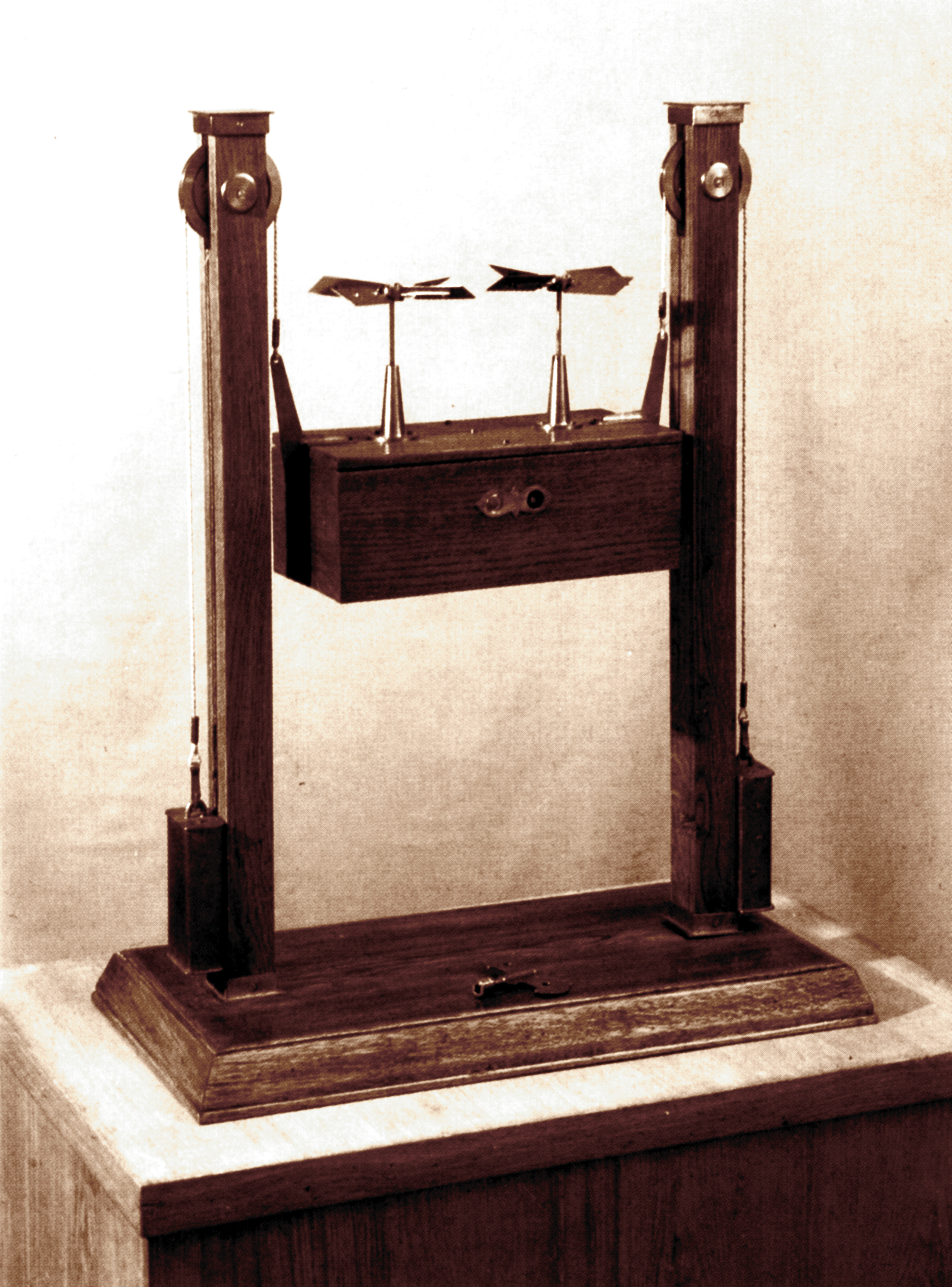
Mô hình cánh quạt của Lomnosov năm 1754

- Nhà bác học Lomonosov, người cha của nền khoa học Nga hiện đại, đã thiết kế và chế tạo một thiết bị bay sử dụng hai chong chóng đồng trục quay ngược chiều nhau và vận hành bằng việc lên dây cót. Tuy nhiên thí nghiệm bay tỏ ra không thành công lắm.[4]
- Vào năm 1784, nhà tự nhiên học Launoy và nhà cơ khí Bienvenu đã xây dựng một món đồ chơi bay bằng hai chong chóng bốn cánh quay ngược chiều nhau, dựa theo thiết kế của con vụ. Lực quay của chong chóng được dung cấp nhờ một dây cung gắn ở trục quay và món đồ chơi này có thể bay được cao vài mét trong vài giây.[5]
- Năm 1861 nhà sáng chế người Anh Henry Bright thiết kế một chiếc "trực thăng" sử dụng hai cánh quạt đồng trục quay ngược chiều nhau, với trục là một chiếc cán đặt dọc. Sơ đồ của Bright đã được nhiều nhà thiết kế trực thăng ứng dụng trong thế kỷ 20, tỉ như Bendix, Breguet, Gyrodyne, Kamov, Lualdi-Tassotti,...[6]
- Cũng trong thập niên 1860, nhà sáng chế người Pháp Gustave de Ponton d'Amecourt đã xây dựng một mô hình trực thăng cánh quạt nâng đồng trục tí hon gắn động cơ hơi nước bằng nhôm (các động cơ thời đó quá nặng nên nếu xây dựng một động cơ cỡ lớn thật sự thì máy bay sẽ không bay được). Mô hình trực thăng của Amecourt là cảm hứng cho tiểu thuyết Robur le conquerant của Jules Verne.[5][7]
- Năm 1900, Igor Ivanovich Sikorsky, cha đẻ của sơ đồ Sikorsky "một cánh quạt nâng, một cánh quạt đuôi" phổ biến, cũng đã xây dựng một mẫu trực thăng không người lái sử dụng hai cánh quạt quay đồng trục.[8]

### Các mẫu máy bay được chế tạo và sản xuất trong thế kỷ 20

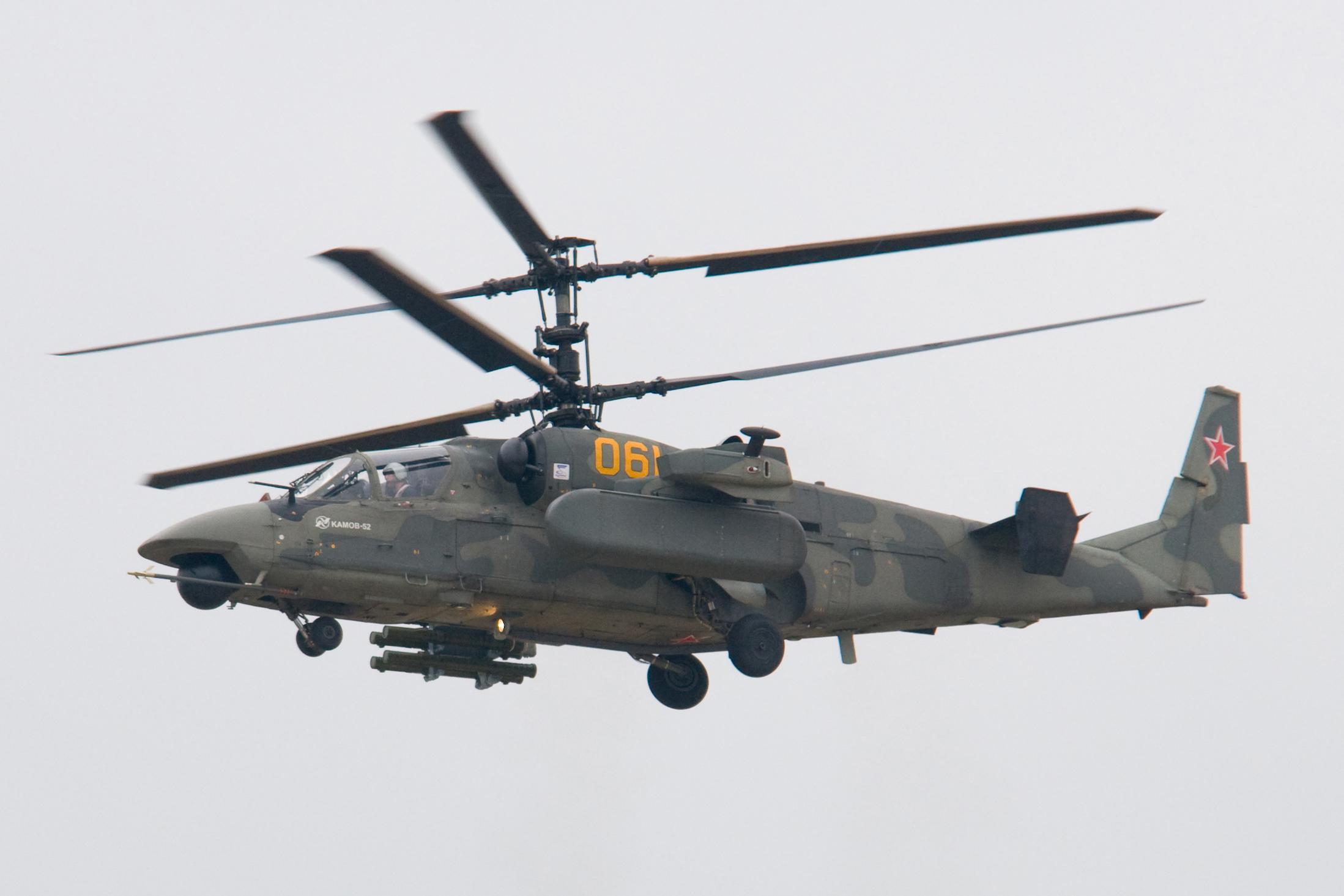
Trực thăng Ka-52 của Không quân Nga, phiên bản hai chỗ ngồi của Ka-50.

- Gyroplane Laboratoire (1936)
- Breguet GIIE (1949-1951)
- Cierva CR Twin
- Gyrodyne QH-50
- Kamov Ka-15
- Kamov Ka-25
- Kamov Ka-26
- Kamov Ka-226
- Kamov Ka-27
- Kamov Ka-32
- Kamov Ka-50
- Kamov Ka-52
- Manzolini Libellula
- Sikorsky S-69
- Sikorsky X2
- Kamov-Kumertau Rotorfly
- Kamov Ka-31

- Kamov Ka-50
- Gyroplane Laboratoire
- Gyrodyne QH-50 DASH
- Kamov Ka-27